# Flavius Croitoru
Flavius Dănuţ Croitoru (Pitesti, 13 luglio 1992) è un calciatore rumeno, portiere del Minaur Baia Mare.